# 日産ウィークエンドジョッキー
『日産ウィークエンドジョッキー』（にっさんウィークエンドジョッキー）は、山陽放送で1985年から2016年9月24日まで
放送されていたラジオ番組。

## 放送時間
- 1985年 - 2008年3月29日 毎週土曜日14:10 - 15:00
- 2008年4月5日 - 2015年3月28日 毎週土曜日12:10 - 13:00
- 2015年4月4日 - 2016年9月 毎週土曜日11:30 - 12:00 「リンだとRiN太の土曜番長」に内包

## 概要
- 当時、販売している日産自動車に乗って、岡山県内のドライビングスポットを紹介する。
- かつては「土曜ジャンボ!」や「そして明日は日曜日」など土曜のワイド番組の中に内包されていたが、2000年代に一番組として独立。2015年4月から放送終了までは「リンだとRiN太の土曜番長」に再び内包された。

- テーマ曲は「世界の恋人」

## 出演者
- 担当 
  - 坂本大輔
  - 加戸英佳
- レポーター 
  - 日産JD
- 過去のパーソナリティ
  - 横須賀伸一
  - 米澤秀敏
  - 本田祐美
  - 滝沢忠孝
  - 安井優子
  - 竹内大樹
  - 松本翔子
  - 相田翔吾